# Chris Hill (triatleta)
Chris Hill (Brisbane, 24 de septiembre de 1975) es un deportista australiano que compitió en triatlón.
Ganó una medalla de plata en el Campeonato Mundial de Triatlón de 2001, una medalla de plata en el Campeonato de Oceanía de Triatlón de 2003 y una medalla de oro en el Campeonato Asiático de Triatlón de 2005.

## Palmarés internacional
| Campeonato Mundial    | Campeonato Mundial         | Campeonato Mundial | Campeonato Mundial |
| Año                   | Lugar                      | Medalla            | Prueba             |
| --------------------- | -------------------------- | ------------------ | ------------------ |
| 2001                  | Edmonton (Canadá)          | Medalla de plata   | Individual         |
| Campeonato de Oceanía |                            |                    |                    |
| Año                   | Lugar                      | Medalla            | Prueba             |
| 2003                  | Queenstown (Nueva Zelanda) | Medalla de plata   | Individual         |
| Campeonato Asiático   |                            |                    |                    |
| Año                   | Lugar                      | Medalla            | Prueba             |
| 2005                  | Singapur (Singapur)        | Medalla de oro     | Individual         |